# Htin Linn Aung
Htin Linn Aung (en birmano: ထင်လင်းအောင်), también escrito como Htin Lin Aung, es un político, activista social, ex recluso y técnico birmano que actualmente se desempeña como representante especial de la oficina de relaciones internacionales del Comité Representante del Pyidaungsu Hluttaw (CRPH).

## Educación y primeros años
Htin Linn Aung nació en Nyaungdon, distrito de Maubin, región de Ayeyarwady y fue alumno del Universidad Tecnológica de Rangún. Completó su licenciatura en Ciencias en Redes de Computadoras y Seguridad de la Universidad de Maryland.

## Carrera política
Se unió a los movimientos estudiantiles en 1996 y 1998 durante sus años universitarios en el Instituto de Tecnología de Rangoon (RIT). En 2000, fue condenado a siete años de prisión por su participación en el movimiento estudiantil de la Universidad Tecnológica de Pyay.
Se mudó a Maryland en 2008 después de participar en la Revolución del Azafrán.
El 22 de febrero de 2021, cuando se abrió la oficina de relaciones internacionales de CRPH en Maryland, Htin Linn Aung fue designado como su representante especial.